# AiRUnion
AiRUnion (рос. ЭйРЮнион) — колишній альянс російських авіакомпаній, членами якого є авіаперевізники «Красейр», «Домодєдовські авіалінії», «Самара», «Омскавіа» і «Сибавіатранс». Створений у 2004 році, проте фактичного об'єднання авіакомпаній не сталося. Було створено тільки юридична особа ТОВ «Ейрюніон», який займався координацією діяльності авіакомпаній, що входили в альянс (його власниками стали авіакомпанії «Красейр» з 51 % часток і «Домодєдовські авіалінії» — 49 %). В кінці листопада 2008 року у відношенні ТОВ «Ейрюніон» подано позов про банкрутство.
За підсумками 2007 року за обсягом перевезених пасажирів (3,6 млн) альянс посів третє місце серед російських авіакомпаній (за іншими даними — 3,1 млн пасажирів і 5-е місце).

## Історія

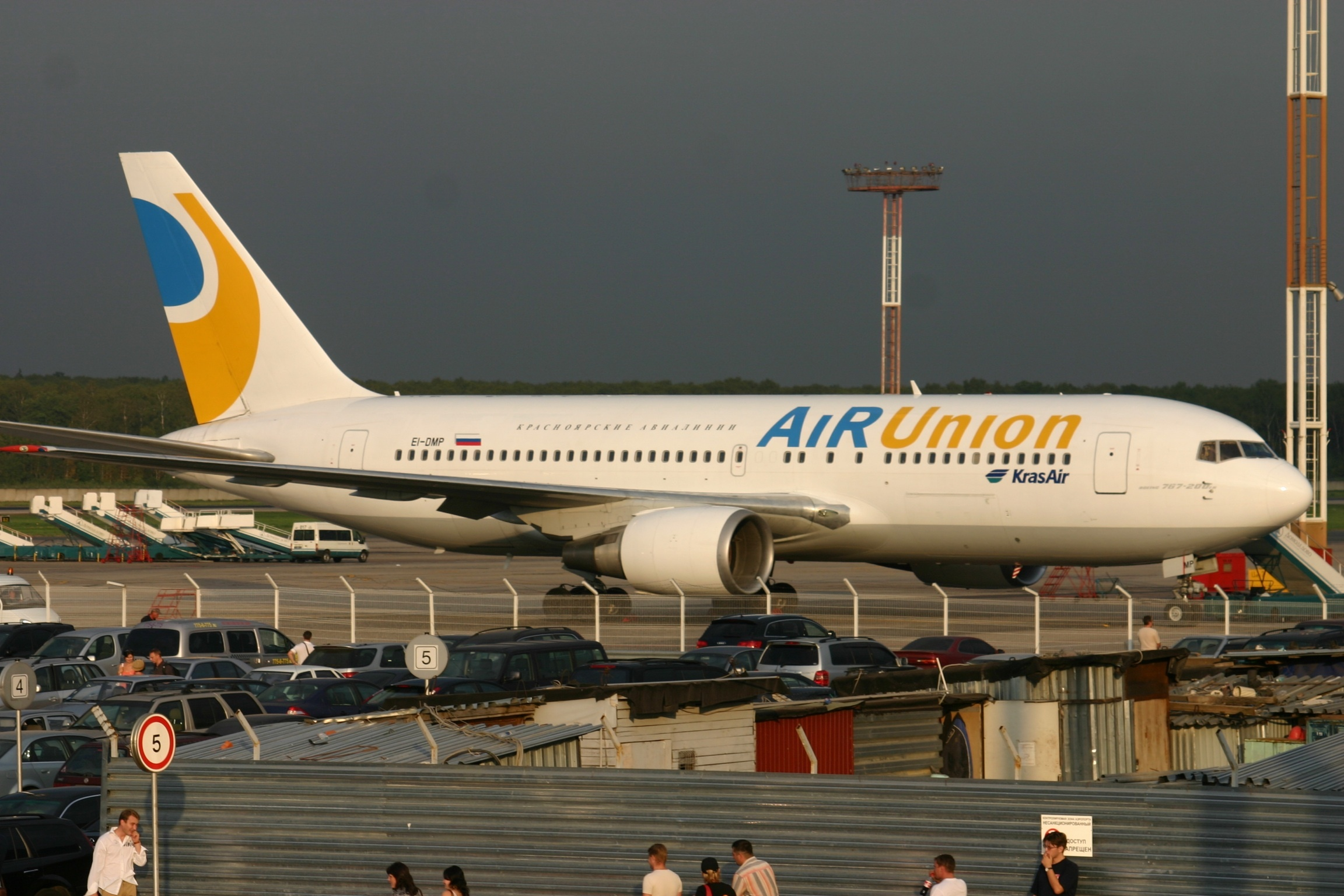
Boeing 767-200 в кольорах Air Union

Альянс утворений в 2004 році як юридична особа ТОВ «Ейрюніон». 2 травня 2007 року президент Росії Володимир Путін підписав указ про створення на базі п'яти регіональних авіакомпаній, що входять в альянс, єдиної авіакомпанії — холдингу «Ейрюніон». Частка держави у статутному капіталі холдингу складе не менше 45 %, після державної реєстрації компанія буде внесена в перелік стратегічних підприємств, частка держави в яких не може знижуватися. Контрольний пакет акцій створюваної авіакомпанії, як очікувалося, повинен був належати в майбутньому генеральному директору «Красейра» Борису Абрамовичу.

### Криза
Станом на серпень 2008 року авіакомпанії, що входять до AiRUnion, перебували в складному фінансовому становищі; загальний борг п'яти компаній перевищував $1 млрд. У зв'язку з несплатою поставок палива рейси альянсу затримувалися або скасовувалися, так, 20 серпня 16 рейсів з московського аеропорту «Домодєдово» були відкладені на добу. Керівник Федерального агентства повітряного транспорту Росії Євген Бачурін заявив про можливість відкликання ліцензій на перевезення у компаній, що входять до складу AiRUnion. 21 серпня 2008 року Росавіація заборонила продаж зимових перевезень авіакомпаніям, що входить до AiRUnion.
- З середини серпня — в різних містах РФ відбуваються масові затримки рейсів альянсу через борги перед постачальниками авіапалива та наземних послуг в розмірі більше 1 мільярда доларів.
- В кінці серпня Прем'єр-міністр РФ Володимир Путін доручив виділити альянсу 24 тисячі тонн пального з Росрезерву для врегулювання кризи з перевезеннями, а також пообіцяв, що при необхідності Росрезерву виділить «AiRUnion» додаткові обсяги палива. Авіакомпанії альянсу отримують резервне паливо вже більше тижня. Тим не менш, з різних міст продовжують надходити повідомлення про затримки рейсів AiRUnion.
- 4 вересня — Прем'єр-міністр РФ Володимир Путін повідомив, що обговорюється план дій, який передбачає входження до альянсу нових акціонерів.
- 5 вересня На прес-конференції в Москві заступник глави Мінтрансу роз'яснив, що для виходу з кризової ситуації держкорпорація «Ростехнології», а також уряд Москви і адміністрація Красноярського краю створять нову авіакомпанію на базі активів альянсу «AiRUnion», авіакомпаній «Атлант-Союз», «ГТК Росія», «Кавмінводиавіа», «Оренбурзькі авіалінії», «Саратовські авіалінії» і «Владивосток Авіа».

В кінці 2008 року на основі авіакомпаній, що входили до AiRUnion, розпочато створення державної авіакомпанії «Росавіа» (на кінець листопада 2008 року вона управляла активами компаній, що входили в альянс).

## Склад альянсу

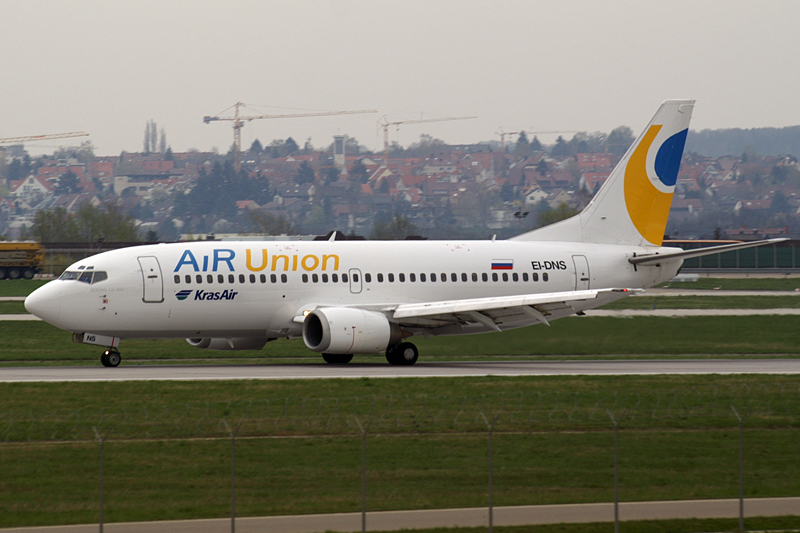
Boeing 737 авіакомпанії КрасЕйр в кольорах AiRUnion

Авіакомпанії, що входять до складу альянсу, були самостійними юридичними особами, а в рамках альянсу координували тільки маршрутну мережу та продаж квитків. Планувалося створити єдину авіакомпанію.
До складу альянсу входили:
- «КрасЕйр»
- «Домодєдовські авіалінії»
- «Омскавіа»
- «Самара»
- «Сибавіатранс»

## Власники і керівництво
Державі належить 51 % акцій KrasAir, 50 % «Домодедовских авіаліній», 46,5 % «Самари». Генеральний директор «КрасЕйр» Борис Абрамович і пов'язані з ним структури контролюють близько 40 % акцій KrasAir, 48,6 % «Домодедовских авіаліній», близько 40 % «Самари», близько 70 % «Омскавіа» і 100 % акцій «Сибавіатранса».
Очікується, що державні пакети в авіакомпаніях, які входять до складу альянсу, будуть передані у володіння державної компанії «Ростехнології».